# ヘブライ大学
座標: 北緯31度46分33秒 東経35度12分00秒 / 北緯31.77583度 東経35.20000度
エルサレム・ヘブライ大学（ヘブライ語：האוניברסיטה העברית בירושלים - Hebrew University of Jerusalem）は、イスラエルの国立大学である。

## 概説

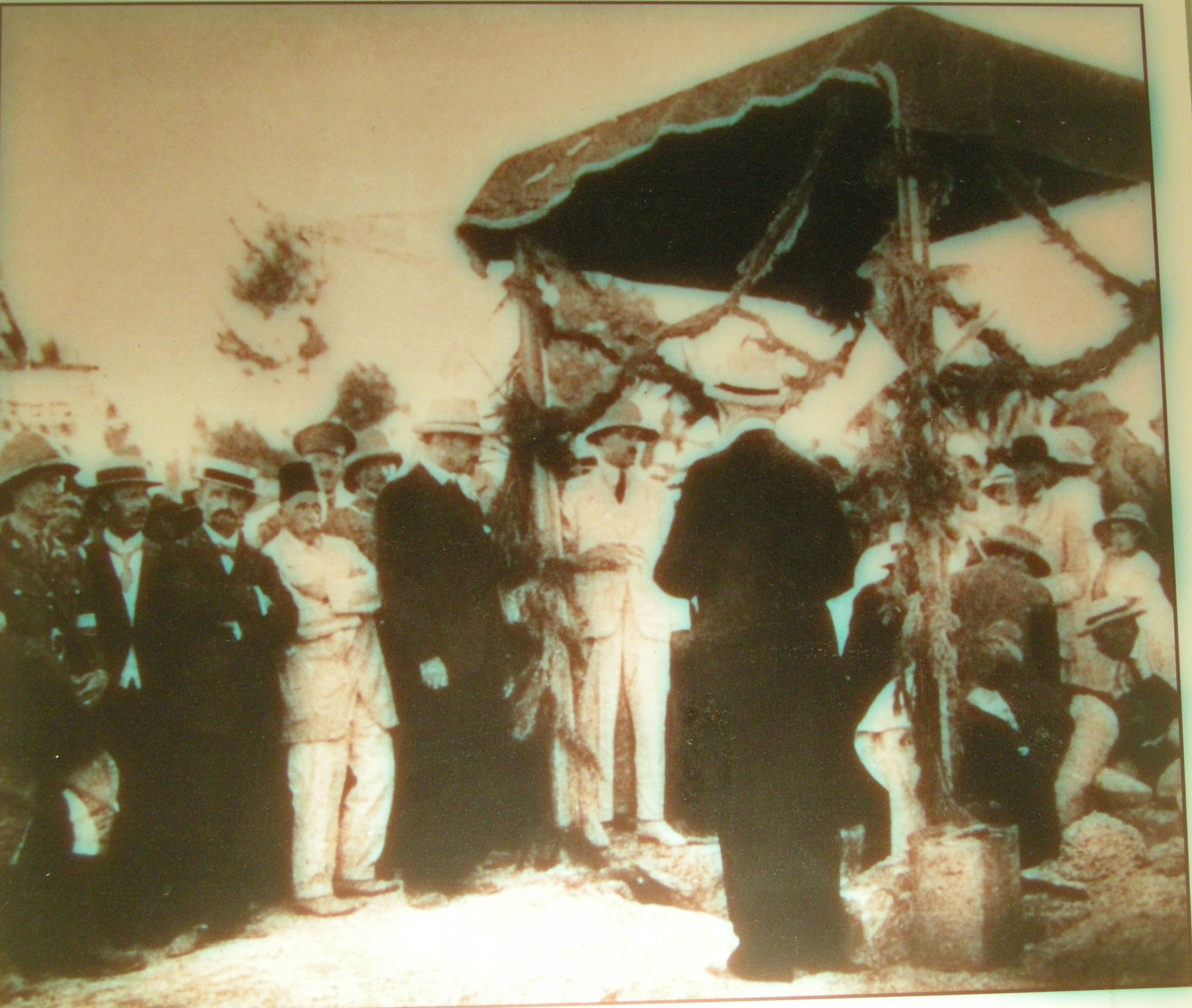
礎石の敷設（1918年、スコーパス山）

西エルサレムのギヴアット・ラム・キャンパスと、東エルサレムのスコーパス山キャンパスがある。初代名誉学長はユダ・マグネス博士。学風は宗教的でも正統派的でもない。また、ヘブライ大学は国際的にみても非常に優秀な大学であるとみなされており、例えば世界大学ランキング・センター（the Center for World University Rankings）によると、2012年にはヘブライ大学は世界で22位にランク付けされている。また、ヘブライ大学には外国人留学生を対象としてロスバーグ・インターナショナル・スクール（Rothberg International School）を併設しており学士課程と修士課程が設置されている。ヘブライ大学の学内に設置されているヘブライ語教室のウルパンはロスバーグ・インターナショナル・スクールの内部に設置されている。

## 歴史

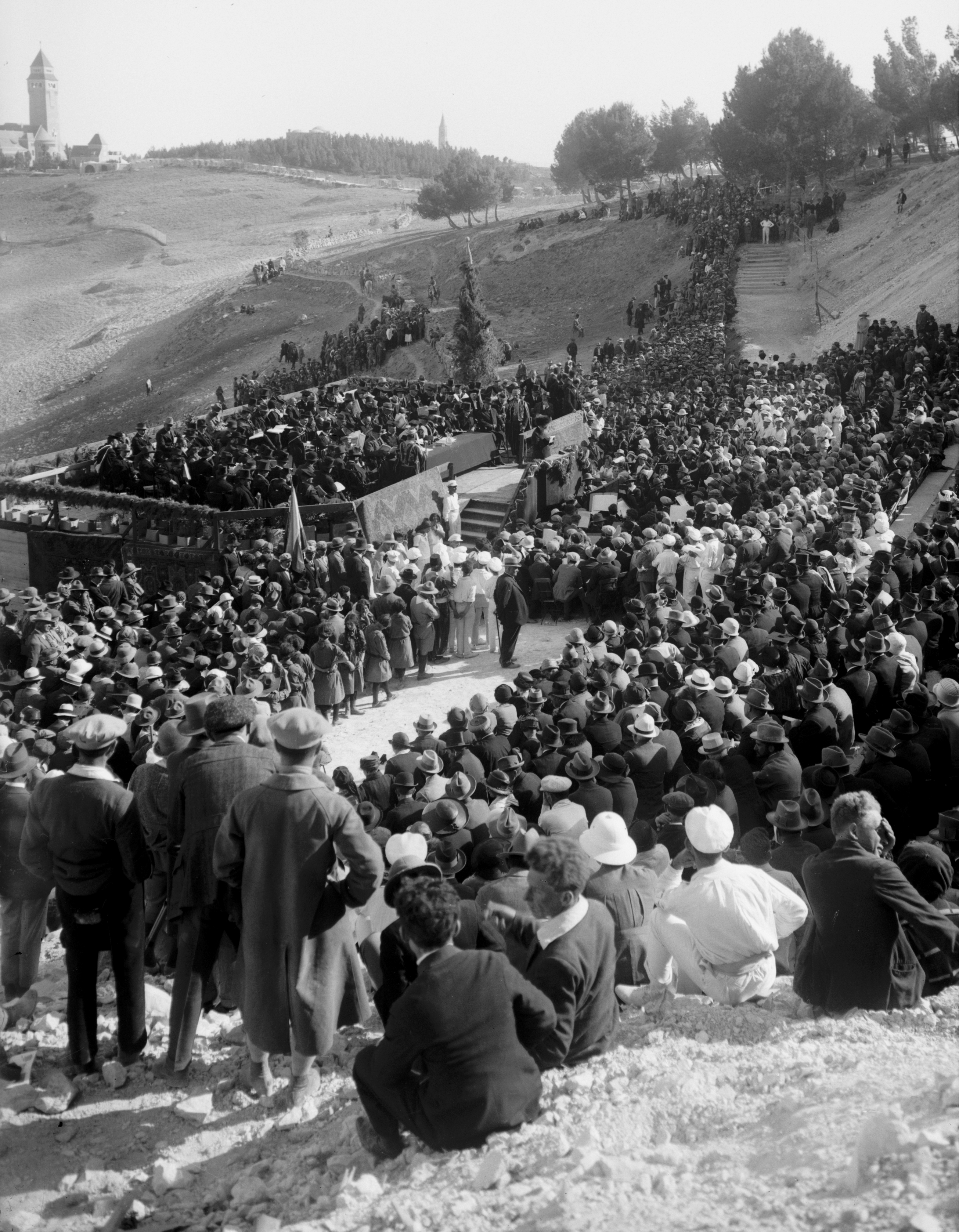
ヘブライ大学の開校式（1925年、スコーパス山）

シオニズム活動家たちは、イスラエルの地にヘブライ人の大学を設立するという夢を実現するために運動していた。1884年にカトヴィツェ会議で設立のための提案がなされた。ユダヤ人物理学者のアルベルト・アインシュタインもこの構想を支持しており、彼は全ての遺産と書物をヘブライ大学に寄贈している。
大学の基礎は1918年に築かれた。1925年4月1日、エルサレムのスコーパス山にあるヘブライ大学のキャンパスが開講され、入学者への門戸が開かれた。学長であるハイム・ヴァイツマンを含め、世界をリードするユダヤ人たちが参加した。また、パレスチナ高等弁務官のハーバート・サミュエル卿、アーサー・ジェームズ・バルフォア卿らを含む英国の高位の人物も訪れた。

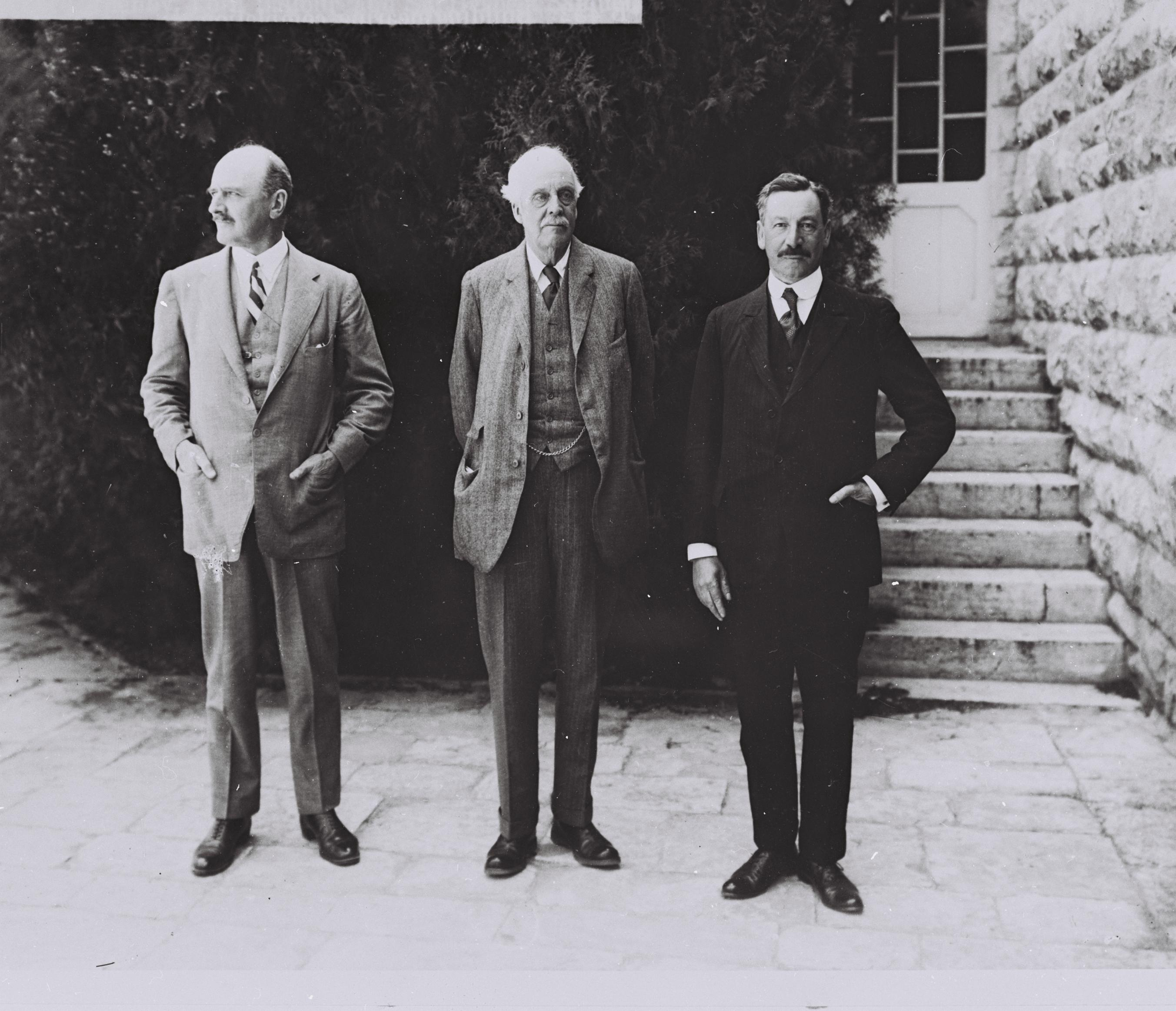
ヘブライ大学の開校式に出席した子爵エドムンド・アレンビー（左）、アーサー・バルフォア伯（中央）、パレスチナ高等弁務官のハーバート・サミュエル卿（右）、1925年1月

1947年までに、ヘブライ大学は大きく成長した。それとともに教育研究施設が充実してきた。現在本校には、人文学、科学、医学、教育および農業などの学科、ユダヤ国立図書館（後のイスラエル国立図書館）、大学新聞、成人教育センターなどがある。
1948年に起こったアラブ・イスラエル戦争中に、アラブ勢力は繰り返しエルサレムの北東に位置する大学を攻撃した（ハダサー医療従事者虐殺事件も参照）。ユダヤ人勢力は大学を移動する関係者をサンドイッチ装甲車と呼ばれる即席の装甲車で護衛した。翌年の休戦後、スコーパス山のキャンパスはエルサレムのユダヤ人地区から切り離され、学生や職員は装甲バスでの通勤・通学を余儀なくされた。ヨルダン政府が1949年の休戦協定を破り、イスラエル人をスコーパス山のキャンパスへ行き来させなくなった時、大学は、1953年に完成したエルサレム西部のギブアット・ラムの新しいキャンパスへ移転せざるをえなくなった。数年後、ハダサー・メディカル機構と共に、医学キャンパスを南西エルサレムのエイン・ケレムのエルサレム地区に建設した。
1967年には、学生数が12,500人を超えた。学生はエルサレムの2つのキャンパス、およびレホヴォトの農業施設に分散していた。同年6月、「六日戦争」中にエルサレムが再統一され、大学はスコーパス山の元のキャンパスへ戻ることはできたが、修復が必要であった。1981年に修復は終了し、スコーパス山のキャンパスは再び、大学のメインキャンパスとして復帰した。
2003年時点で、大学には4つのキャンパスを有し、学生数は約23,000人にのぼる。

## 教授
- ウリ・バニン（Uri Banin）
- ドミトリー・カジュダン
- ユヴァル・ノア・ハラリ

## 著名な出身者
- エマヌエル・アドラー
- ロバート・オーマン
- ヨーゼフ・クラウスナー
- デイヴィッド・グロスマン
- ディヴィッド
- サハロン・シェラハ
- マイケル・バーネット
- エウド・フルショフスキー

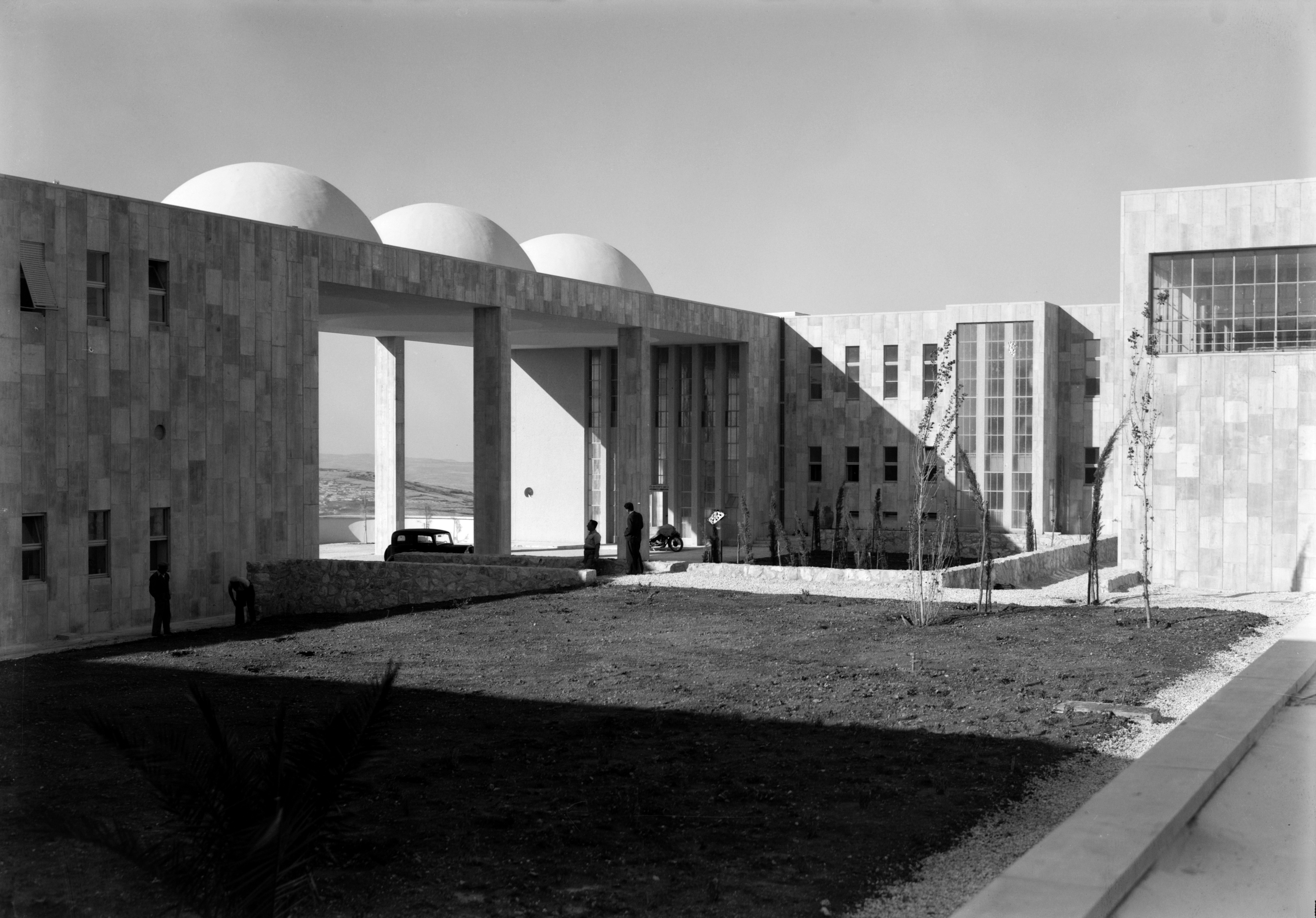
大学病院（1934年、スコーパス山）

- アドルフ・フレンケル（Adolf Fraenkel）
- ジョージ・モッセ
- アブラハム・Z・ヨッフェ（Abraham Z. Joffe）
- アダ・ヨナス
- ハイム・メナヘム・ラビン
- カール・ヘンペル
- アハロン・アッペルフェルド
- アンドレアス・マイスリンガー
- ダニエル・バレンボイム
- エフード・バラック
- アリエル・シャロン
- アヴィグドール・リーベルマン
- メイル・ヴィルナー
- アズミー・ビシャーラ
- アフマド・アッ＝ティービー
- ジャマール・ザハールカ（英語版、アラビア語版）
- サリーム・ジュブラーン（英語版、アラビア語版）
- ワリード・アル＝オマリー（アラビア語版）[2]
- シュラミット・ラピッド

## 日本の出身者
- 青木偉作 　大阪大学・ユダヤ文化研究会ヘブライ語講師
- 赤石純也 　伊丹教会 牧師
- 赤尾光春　国立民族学博物館特任助教　大阪大学・龍谷大学・関西学院大学非常勤講師
- 秋吉輝雄　立教女学院短期大学英語科教授
- 阿部 望　獨協大学 国際教養学部言語文化学科 非常勤講師
- 飯郷友康　日本聖書神学校・聖公会神学院・東京大学・東京外国語大学・立教大非常勤講師
- 池田明史　東洋英和女学院大学学長
- 池田裕　筑波大学名誉教授
- 石田友雄　筑波大学名誉教授
- 市川裕　東京大学人文社会系研究科名誉教授
- 上田和夫　福岡大学人文学部名誉教授
- 上村静　尚絅学院大学総合人間学部人間心理学科准教授
- 臼杵陽　日本女子大学文学部・同大学院文学研究科教授
- 笈川博一　元杏林大学教授
- 奥山眞知　常磐大学人間科学部現代社会学科教授
- 小田島太郎　明治学院大学名誉教授
- 勝又悦子　同志社大学神学部神学科教授
- 勝又直也　京都大学人間・環境学研究科 准教授
- 鴨志田聡子　東京大学大学院総合文化研究科特任研究員　東京外国語大学非常勤講師
- 唐橋文　中央大学文学部教授
- 木内伸嘉　東京基督教大学神学部総合神学科特別教授
- 菊池 実 　東京基督教大学教授・神学科長
- 栗谷川福子　東京大学ヘブライ語学講師
- 黒川知文　中央学院大学教授、愛知教育大学名誉教授
- 小脇光男　元熊本大学国際化推進センター教授
- 佐々木嗣也　バル＝イラン大学（イスラエル）上級講師
- 澤口右樹　一橋大学社会学研究科 特任研究員
- 信夫愛　理化学研究所客員研究員
- 四宮光彦　外務省　駐キプロス大使館次席
- 嶋田英晴　同志社大学一神教学際研究センター共同研究員　神田外語大学・國學院大學非常勤講師
- 榛葉賀津也　国民民主党所属の参議院議員（4期）、同党幹事長（初代）
- 関谷定夫　西南学院大学名誉教授　元日本基督教学会理事
- 高尾千津子　元東京医科歯科大学教養部教授
- 高田勝信　外務省　駐エジプト公使（総合外交政策局参事官）
- 高橋正男　獨協大学名誉教授
- 田辺望　タナベグラフィックス代表取締役
- 鶴見太郎　東京大学大学院総合文化研究科准教授
- 手島勲矢　元同志社大学大学院・神学研究科教授　関西大学・京都大学非常勤講師
- 手島佑郎　ギルボア研究所代表
- 永井正勝　人間文化研究機構人間文化研究創発センター・国立民族学博物館特任教授
- 中村青生　国際交易開発株式会社代表取締役　奥羽大学文学部歴史学科非常勤講師
- 西満　東京基督教短期大学名誉教授
- 野村真里　金沢大学名誉教授
- 長谷川真太郎　東京基督神学校設立者
- 羽田恵子　外務省　マケドニア（北マケドニア）駐箚特命全権大使
- 原倫太郎　国際交易開発株式会社専務取締役
- 日高嘉彦　北星学園大学短期大学部チャプレン
- 福井誠 　玉川キリスト教会牧師　特定非営利活動法人Hope and Faith International代表
- 福原信義　大阪外国語大学教授
- 村岡崇光　ライデン大学名誉教授　ヘブライ語アカデミー名誉会員　英国学士院バーキット・メダル受賞　日本聖書協会・聖書事業功労者
- 村椿真理　関東学院大学法学部教授
- 母袋夏生　ヘブライ語イスラエル文学の翻訳家
- 森村信子　聖心女子学院校長
- 安田 眞　川口神召キリスト教会牧師、中央聖書神学校理事及び教師 東京聖書学校講師、純福音東京教会教授
- 山崎保興　北星学園大学7代学長
- 山田重郎　筑波大学人文社会系教授

## ギャラリー

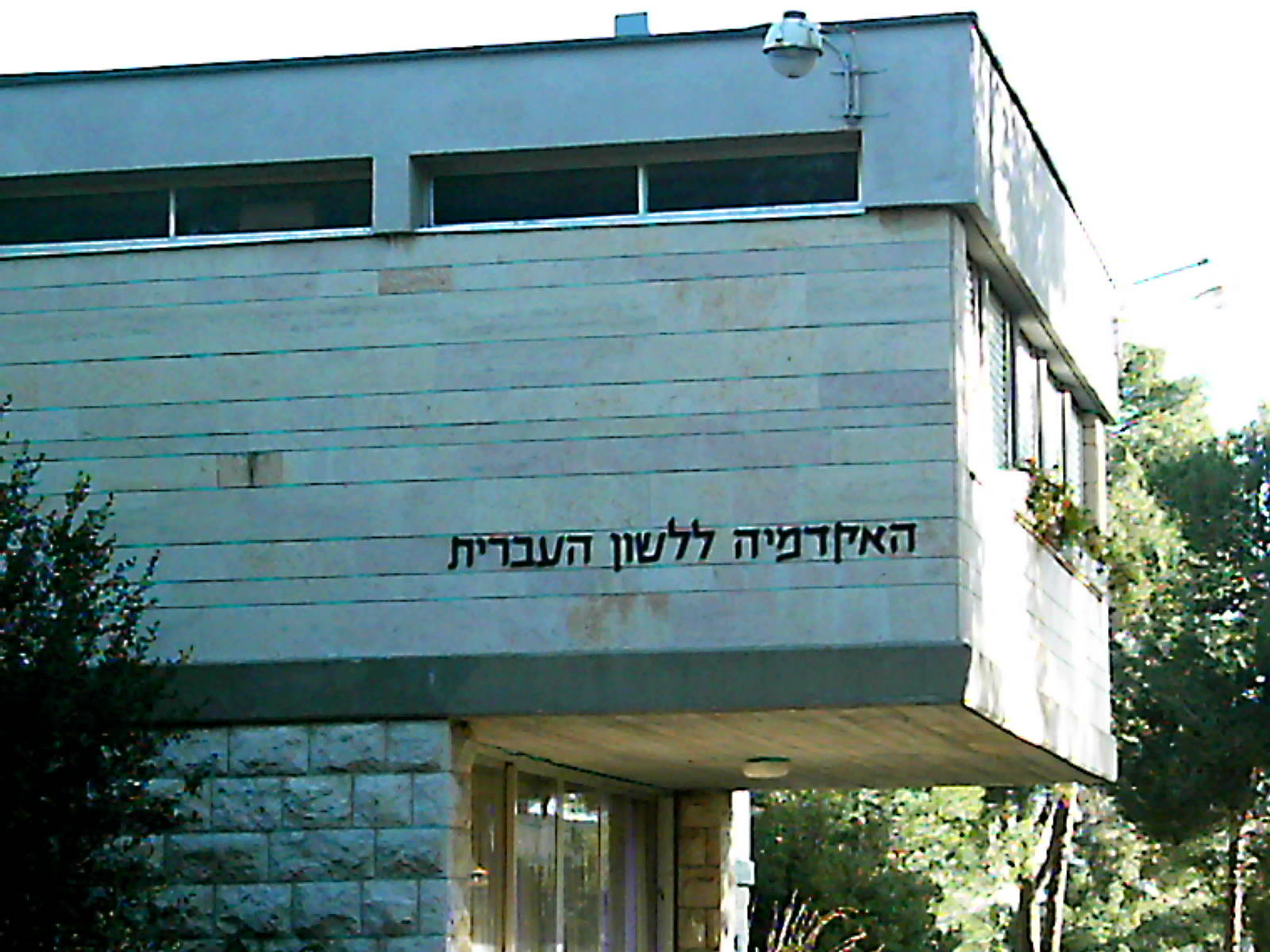
ヘブライ語アカデミー
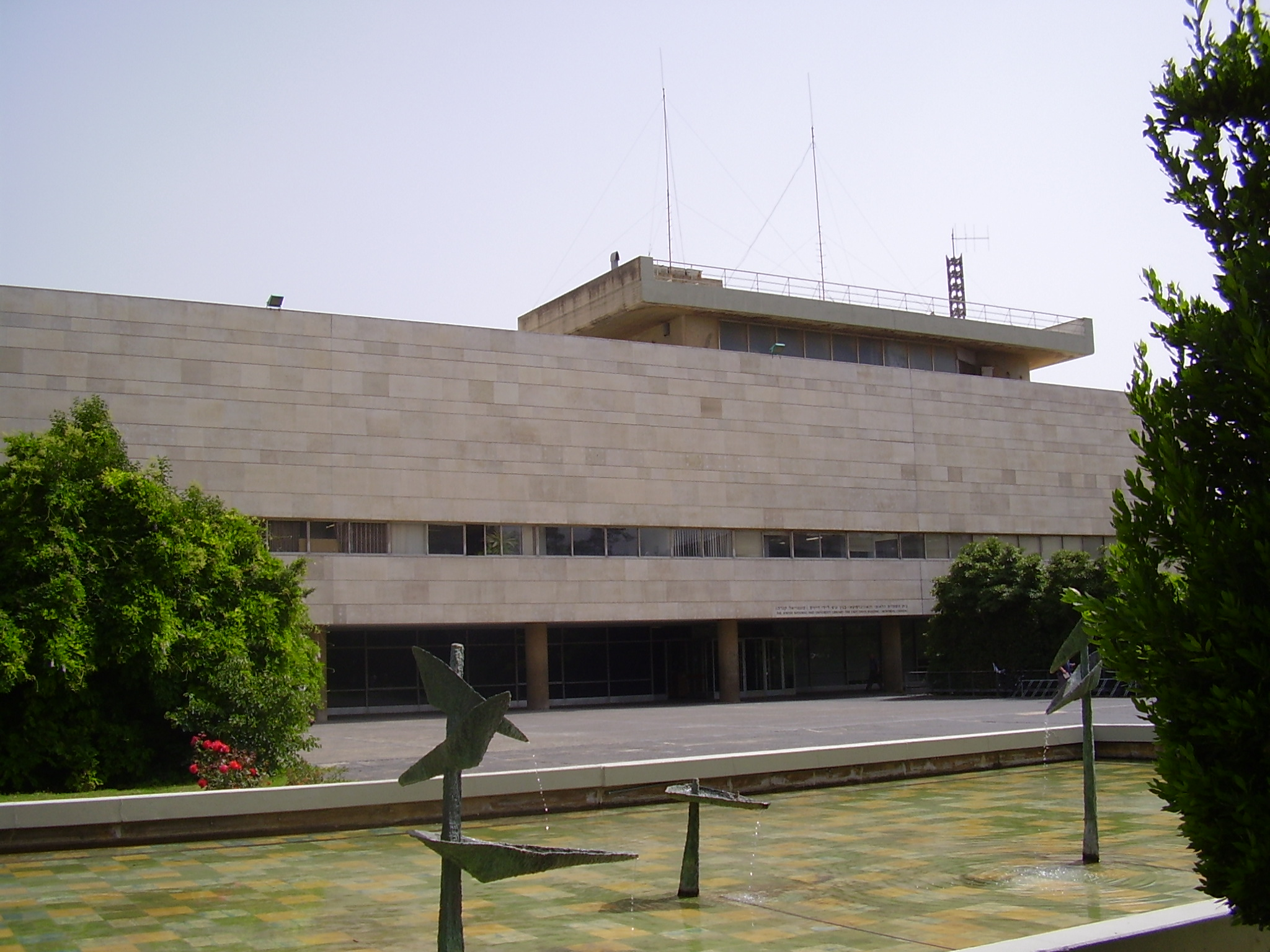
イスラエル国立図書館
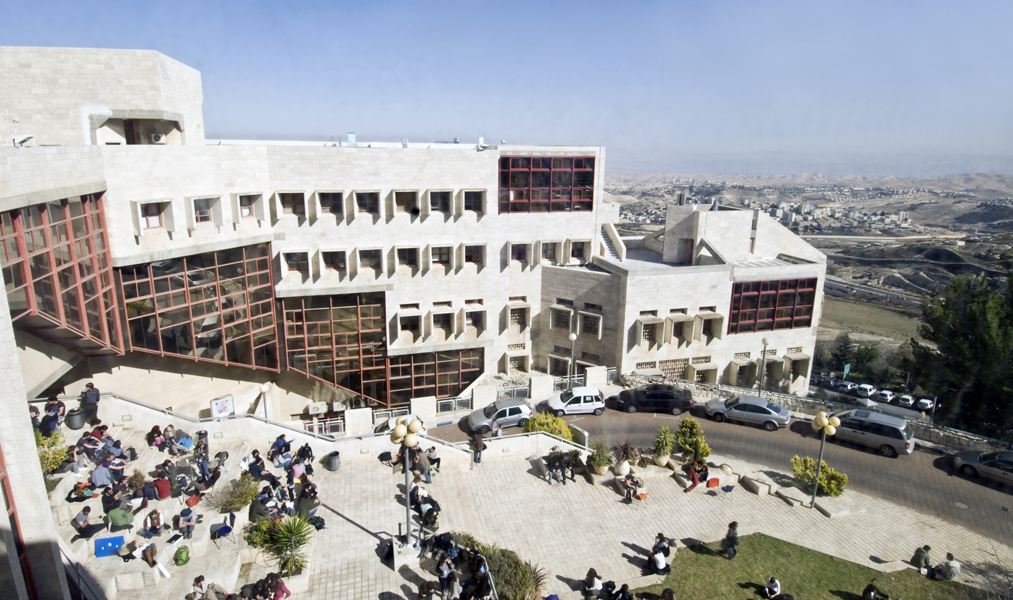
ベツァルエル美術デザイン学院 - アートとデザインの国立アカデミー
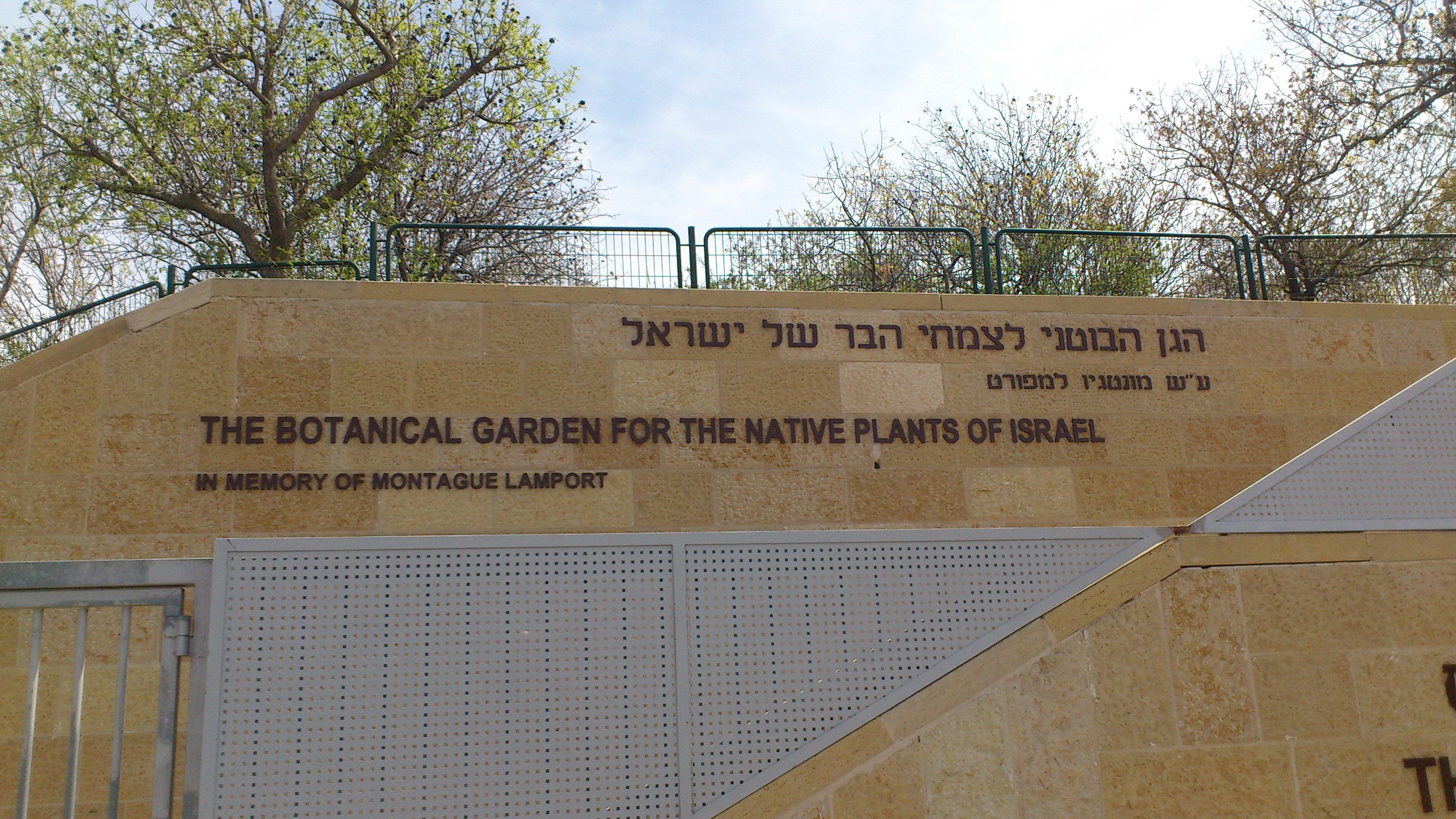
イスラエル国立植物園
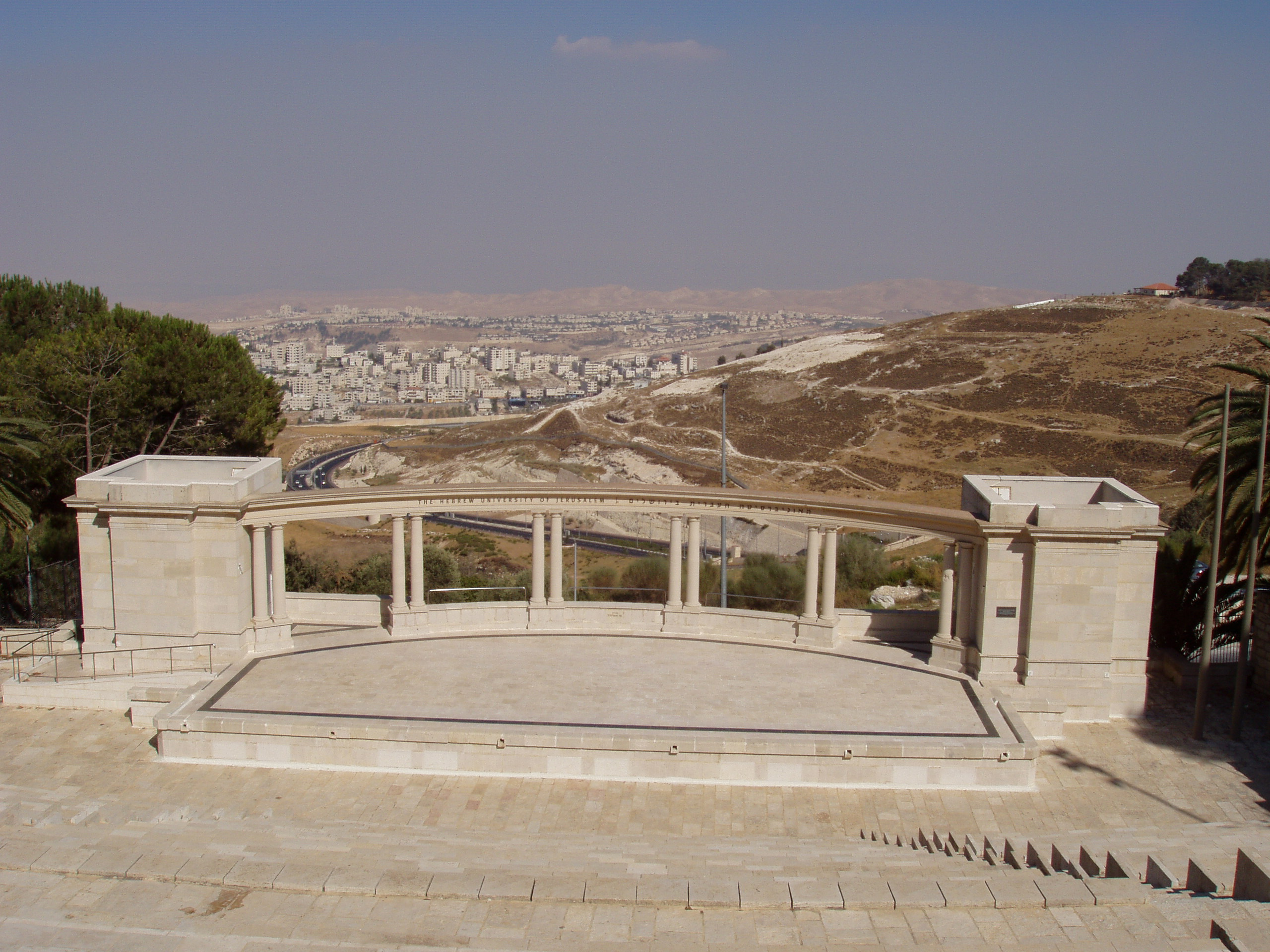
円形劇場